# کنوانسیون خشونت و آزار و اذیت
کنوانسیون خشونت و آزار و اذیت کنوانسیون خشونت و آزار و اذیت، که به‌طور رسمی کنوانسیون مربوط به حذف خشونت و آزار و اذیت در دنیای کار است، کنوانسیونی برای «به رسمیت شناختن حق هر کس برای داشتن دنیای کار عاری از خشونت و آزار و اذیت، از جمله خشونت و آزار و اذیت مبتنی بر جنسیت» است. این نوزدهمین کنوانسیون ILO (کد C190) است و در یکصد و هشتمین جلسه سازمان بین‌المللی کار به تصویب رسید. در ۲۵ ژوئن ۲۰۲۱، پس از تصویب فیجی و اروگوئه لازم الاجرا شد. پنج کشور دیگر (آرژانتین، اکوادور، یونان، موریس، نامیبیا و سومالی) سند تصویب خود را سپرده‌اند، اما کنوانسیون تنها یک سال پس از تصویب لازم الاجرا می‌شود.